# Trophée des Bicentenaires
Trophée des Bicentenaires (fr. Trofeum dwustuleci) przypada zwycięzcy pojedynku lub pojedynków pomiędzy reprezentacjami Francji oraz Australii, pojedynek musi być meczem towarzyskim, mecze Pucharu Świata nie są zaliczane do tej rywalizacji. Trofeum zostało ufundowane przez Francuski Związek Rugby dla uczczenia ważnych rocznic dwustulecia dwu krajów: Australii (w 1988 miała miejsce dwusetna rocznica założenia pierwszej osady brytyjskiej na kontynencie australijskim) i Francji (w 1989 obchodzono dwusetną rocznicę Rewolucji francuskiej).

## Mecze
| Kraj        | rozegrane | wygrane przez Australię | wygrane przez Francję | Remisy | punkty dla Australii | punkty dla Francji |
| ----------- | --------- | ----------------------- | --------------------- | ------ | -------------------- | ------------------ |
| W Australii | 14        | 13                      | 1                     | 0      | 431                  | 240                |
| We Francji  | 14        | 7                       | 7                     | 0      | 315                  | 274                |
| Suma        | 27        | 19                      | 8                     | 0      | 746                  | 514                |

## Wyniki
| Rok  | Data            | Stadion                             | Gospodarz | Wynik   | Gość      | Zwycięzca meczu | Zdobywca Trofeum |
| ---- | --------------- | ----------------------------------- | --------- | ------- | --------- | --------------- | ---------------- |
| 2016 | 19 listopada    | Stade de France, Paryż              | Francja   | 23 – 25 | Australia | Australia       | Australia        |
| 2014 | 15 listopada    | Stade de France, Paryż              | Francja   | 29 – 26 | Australia | Francja         | Francja          |
| 2014 | 21 czerwca      | Sydney Football Stadium, Sydney     | Australia | 39 – 13 | Francja   | Australia       | Australia        |
| 2014 | 14 czerwca      | Stadion Docklands, Melbourne        | Australia | 6 – 0   | Francja   | Australia       | Australia        |
| 2014 | 7 czerwca       | Lang Park, Brisbane                 | Australia | 50 – 23 | Francja   | Australia       | Australia        |
| 2012 | 10 listopada    | Stade de France, Paryż              | Francja   | 33 – 6  | Australia | Francja         | Francja          |
| 2010 | 27 listopada    | Stade de France, Paryż              | Francja   | 16 – 59 | Australia | Australia       | Australia        |
| 2009 | 27 czerwca      | Stadium Australia, Sydney           | Australia | 22 – 6  | Francja   | Australia       | Australia        |
| 2008 | 22 listopada    | Stade de France, Paryż              | Francja   | 13 – 18 | Australia | Australia       | Australia        |
| 2008 | 5 lipca         | Lang Park, Brisbane                 | Australia | 40 – 10 | Francja   | Australia       | Australia        |
| 2008 | 28 czerwca      | Stadium Australia, Sydney           | Australia | 34 – 13 | Francja   | Australia       | Australia        |
| 2005 | 5 listopada     | Stade Vélodrome, Marsylia           | Francja   | 26 – 16 | Australia | Francja         | Francja          |
| 2005 | 2 lipca         | Lang Park, Brisbane                 | Australia | 37 – 31 | Francja   | Australia       | Australia        |
| 2004 | 13 listopada    | Stade de France, Paryż              | Francja   | 27 – 14 | Australia | Francja         | Francja          |
| 2002 | 29 czerwca      | Stadium Australia, Sydney           | Australia | 31 – 25 | Francja   | Australia       | Australia        |
| 2002 | 22 czerwca      | Stadion Docklands, Melbourne        | Australia | 29 – 17 | Francja   | Australia       | Australia        |
| 2001 | 17 listopada    | Stade Vélodrome, Marsylia           | Francja   | 14 – 13 | Australia | Francja         | Francja          |
| 2000 | 4 listopada     | Stade de France, Paryż              | Francja   | 13 – 18 | Australia | Australia       | Australia        |
| 1998 | 21 listopada    | Stade de France, Paryż              | Francja   | 21 – 32 | Australia | Australia       | Australia        |
| 1997 | 28 czerwca      | Ballymore Stadium, Brisbane         | Australia | 26 – 19 | Francja   | Australia       | Australia        |
| 1997 | 21 czerwca      | Sydney Football Stadium, Sydney     | Australia | 29 – 15 | Francja   | Australia       | Australia        |
| 1993 | 6 listopada     | Parc des Princes, Paryż             | Francja   | 3 – 24  | Australia | Australia       | Australia        |
| 1993 | 30 października | Stade Chaban-Delmas, Bordeaux       | Francja   | 16 – 13 | Australia | Francja         | Australia        |
| 1990 | 30 czerwca      | Sydney Football Stadium, Sydney     | Australia | 19 – 28 | Francja   | Francja         | Australia        |
| 1990 | 24 czerwca      | Ballymore Stadium, Brisbane         | Australia | 48 – 31 | Francja   | Australia       | Australia        |
| 1990 | 9 czerwca       | Sydney Football Stadium, Sydney     | Australia | 21 – 9  | Francja   | Australia       | Australia        |
| 1989 | 11 listopada    | Stadium Nord Lille Métropole, Lille | Francja   | 25 – 19 | Australia | Francja         | Australia        |
| 1989 | 4 listopada     | Stade de la Meinau, Strasburg       | Francja   | 15 – 32 | Australia | Australia       | Australia        |